# Japanagromyza lonchocarpi
Japanagromyza lonchocarpi är en tvåvingeart som beskrevs av Stéphanie Boucher 2006. Japanagromyza lonchocarpi ingår i släktet Japanagromyza och familjen minerarflugor.
Artens utbredningsområde är Costa Rica. Inga underarter finns listade i Catalogue of Life.